# La Garce (film, 1984)
Pour les articles homonymes, voir La Garce.
Pour plus de détails, voir Fiche technique et Distribution.
La Garce est un film français réalisé par Christine Pascal, sorti en 1984.

## Synopsis
Un inspecteur de police croise le chemin d'une orpheline âgée de dix-sept ans.

## Fiche technique
- Titre français : La Garce
- Réalisation : Christine Pascal, assistée d'Olivier Péray
- Scénario : Christine Pascal, André Marc Delocque-Fourcaud, Pierre Fabre et Laurent Heynemann
- Photographie : Raoul Coutard
- Musique : Philippe Sarde
- Pays d'origine :  France
- Date de sortie : 5 septembre 1984

## Distribution
- Isabelle Huppert : Aline Kaminker / Édith Weber
- Richard Berry : Lucien Sabatier
- Vittorio Mezzogiorno : Max Halimi
- Jean Benguigui : Rony
- Jean-Claude Leguay : Brunet
- Jean-Pierre Moulin : Cordet
- Clément Harari : Samuel Weber
- Jenny Clève : madame Beffroit
- Jean-Pierre Bagot : monsieur Beffroit
- Madeleine Marie : gouvernante de Weber
- Bérangère Bonvoisin : la femme de Lucien
- Mado Maurin : madame Pasquet
- Michèle Moretti : la fille rousse
- Vicky Messica : contremaître Nando